# NGC 3720
NGC 3720 (również PGC 35594 lub UGC 6523) – galaktyka spiralna (Sa), znajdująca się w gwiazdozbiorze Lwa. Odkrył ją Heinrich Louis d’Arrest 15 marca 1866 roku.
W galaktyce tej zaobserwowano supernową SN 2002at.